# Stoßbau
Der Stoßbau ist ein bergbauliches Abbauverfahren, bei dem mehrere voneinander versetzte Abbaustöße in Verhieb genommen werden. Er ist ein Verfahren, das auf mächtigen flözartigen Lagerstätten angewendet wird. Aus dem Stoßbau ist der Strebbau mit abgesetzten Stößen entstanden. Der Stoßbau ist geeignet für Lagerstätten mit leicht nachfallendem Nebengestein und einem Einfallen von 38,5 Gon bis 52,8 Gon. Da der Stoßbau dem Strebbau ähnelt, wurde er von einigen Fachleuten auch zu diesem Abbauverfahren zugerechnet.

## Grundlagen und Geschichte
Der Stoßbau gehört zu den stoßartigen Abbauverfahren. Er wird auch als „Gewöhnlicher Stoßbau“ bezeichnet, um ihn begrifflich besser von den beiden anderen Stoßbauarten, dem Firstenstoßbau und dem Strossenstoßbau, abzugrenzen. Ab der Mitte des 19. Jahrhunderts wurde damit begonnen, das Verfahren im preußischen Bergbau einzuführen. In den Bergrevieren Westfalens und Saarbrückens wurde er gegen Ende des 19. Jahrhunderts häufig anstelle des Pfeilerbaus angewendet. So wurde er beispielsweise in Westfalen bei mächtigen, 30 bis 40 Grad geneigten, Steinkohlenflözen, die einen hohen Anteil an Bergemitteln hatten, angewendet. Im westeuropäischen Steinkohlenbergbau wurde das Verfahren bis Anfang des 20. Jahrhunderts angewendet. So wurde beispielsweise im preußischen Staatsbergbau im Jahr 1904 noch sieben Prozent der geförderten Jahresmenge an Steinkohlen mittels Stoßbau abgebaut. Anwendung fand es auch im Erzbergbau – insbesondere dann, wenn die Lagerstätte ein sehr flaches Einfallen hatte und der Firstenbau nicht angewendet werden konnte. Weiterhin wurde das Abbauverfahren in der ersten Hälfte des 20. Jahrhunderts häufig zum untertägigen Abbau von Erdöllagerstätten angewendet. Heute wird dieses Abbauverfahren teilweise in flach bis mäßig geneigten Lagerstätten mit flözartiger Ausbildung verwendet. Allerdings wird er nicht mehr als gewöhnlicher Stoßbau, sondern nur noch als Stroßenstoßbau oder Firstenstoßbau angewendet.

## Verfahren und Richtung
Grundsätzlich wird beim gewöhnlichen Stoßbau unterschieden zwischen dem streichenden Stoßbau und dem schwebenden Stoßbau. Bei beiden Formen werden zunächst zwei Abbaustrecken als Grenzstrecken aufgefahren. Diese beiden Strecken werden mittels eines Bremsberges oder eines Aufhauens verbunden. Anstelle der zweiten Abbaustrecke kann auch die nächsthöhere Sohle als zweite Abbaustrecke genutzt werden. Anschließend wird dieser Lagerstättenteil in schmalen Streifen abgebaut. Die jeweiligen Streifen haben dabei eine Breite von zwei bis vier Metern. Der Abbau erfolgt dann bis zur oberen Strecke. Jeder Stoß wird somit erst vollständig abgebaut bevor der nächste Stoß in Verhieb genommen wird. Sobald ein Stoß abgebaut ist, wird der nächste Stoß, meistens rückwärts, in Verhieb genommen. Der abgebaute Bereich wird anschließend mit Bergen versetzt. Die untere Abbaustrecke wird dabei stückweise ebenfalls verfüllt und somit abgeworfen. Zur Stabilisierung des Versatzes werden Holzkästen eingesetzt. Reichen die anfallenden Berge nicht mehr aus, lässt man einen Pfeiler stehen und beginnt oberhalb von diesem Pfeiler mit dem neuen Stoß. Die vorher eingebrachte Zimmerung kann wieder gewonnen und erneut genutzt werden. Um eine ausreichende durchgehende Bewetterung zu haben, wird immer im Versatz ein entsprechend großer Kanal für die Bewetterung offen gehalten. Dieser Bereich dient gleichzeitig auch zur Ableitung der anfallenden Grubenwässer. In dieser Art und Weise werden, mal vorwärts mal rückwärts, alle Stöße nacheinander abgebaut.

### Streichender Stoßbau
Der streichende Stoßbau wurde seit den 1880er Jahren angewendet und war in dieser Zeit das am häufigsten angewandte Abbauverfahren mit Versatz. Beim streichenden Stoßbau werden die Abbaustrecken streichend aufgefahren. Es werden zwei Förderstrecken benötigt. In der oberen Förderstrecke werden die Versatzberge gefördert, in der unteren Strecke werden die abgebauten Kohlen abgefördert. Im Abstand von maximal 100 Metern werden die Abbaustrecken mit Aufhauen verbunden. Der Abbau kann beim streichenden Stoßbau zweiflügelig betrieben werden. Beim zweiflügeligen Abbau wird der Bremsberg in die Mitte zwischen beiden Abbauflügeln gelegt. Die Stoßhöhe und Stoßbreite werden entsprechend der Beschaffenheit des Gebirges, der Lagerung und der notwendigen Förderung bemessen. In der Regel liegt die Breite der einzelnen abzubauende Stöße hierbei bei bis zu fünf Metern. Die jeweilige Stoßhöhe hängt in erster Linie vom Einfallen des Flözes ab. Bei flachem Einfallen werden niedrigere Stöße, bei einem Einfallen von über 33 Gon werden größere Stoßhöhen gewählt. Dies liegt daran, dass bei größerem Einfallen die abgebauten Mineralien und die Berge von selbst auf dem Liegenden rutschen. Erfolgt die Förderung maschinell, kann auch bei flacher Lagerung eine größere Stoßhöhe gewählt werden. Die maximale Stoßhöhe liegt etwa bei 30 Metern. Abgebaut werden die einzelnen Stöße im streichenden Verhieb. Dabei richtet sich die Stellung der Stöße nach der Lage der Schlechten.

### Schwebender Stoßbau
Der schwebende Stoßbau wird je nach Flözneigung unterschiedlich gehandhabt. Dabei wird die Lagerstätte bei flachgelagerten Flözen anders abgebaut als bei steiler Lagerung. Zunächst werden zwei streichende Abbaustrecken aufgefahren. Der Lagerstättenteil zwischen diesen beiden Strecken wird über einen Durchhieb in einzelnen schwebenden Streifen hereingewonnen. Beim schwebenden Stoßbau in flachgelagerten Flözen wird nun für jeden der schwebend vorrückenden Stöße eine nach oben führende und eine nach unten führende Strecke benötigt. Die nach oben führende Strecke dient als Fahr-, Förder- und Wetterstrecke. Entsprechend dem Abbaufortschritt wird die nach unten führende Strecke immer länger und die nach oben führende Strecke immer kürzer. Durch die Bauweise werden die Wetterwege kurz gehalten. Bei steiler Lagerung kommt es beim schwebenden Stoßbau zu Problemen, wenn die Gewinnung der Mineralien und deren Abförderung gleichzeitig erfolgen. Aus diesem Grund werden bei der steilen Lagerung die hereingewonnenen Mineralien zunächst im Abbauhohlraum belassen. Da aufgrund der Auflockerung nicht alle hereingewonnenen Mineralien im Abbauraum Platz haben, wird dieser Anteil zunächst abgefördert. Die im Abbauhohlraum befindlichen hereingewonnenen Mineralien werden in einem aus Brettern erstellten Verschlag gesammelt. Zwischen dem Bretterverschlag und dem seitlichen Kohlenstoß muss ein Raum für die Fahrung und Bewetterung offen bleiben. Durch den Verschlag werden die Hauer vor Steinfall geschützt. Sobald der Stoß mit der oberen Strecke durchschlägig ist, werden die so gebunkerten Mineralien nach oben abgefördert. Der Versatz wird dann komplett auf einmal eingebracht. Diese Bauweise führt allerdings zu einer ungleichmäßigen Förderung.

### Sonderformen
Überschreitet das Einfallen bei flözartigen Lagerstätten eine bestimmte Größe, ist der gewöhnliche Stoßbau nicht mehr anwendbar. Hier werden dann entweder der aufwärtsgeführte Stoßbau oder der abwärtsgeführte Stoßbau angewandt. Den aufwärtsgeführten Stoßbau bezeichnet man auch als Firstenstoßbau, den abgewärtsgeführten Stoßbau als Strossenstoßbau. Bei beiden Verfahren liegen die Stöße übereinander.

## Vor- und Nachteile
Ein Vorteil dieser Abbaumethode bei der Anwendung im Steinkohlenbergbau ist der hohe Anteil der Stückkohlen. Vorteilhaft ist auch, dass sich der eingesetzte Grubenausbau bei diesem Abbauverfahren, aufgrund des Einsatzes des Versatzes, relativ gut rauben lässt. Aus diesem Grund lässt sich auch verwendeter Ausbau aus Holz mehrfach verwenden. Ein großer Vorteil ist das dieses Abbauverfahren für schlechtes Hangendes geeignet ist, da keine großen Flächen freigelegt werden müssen. Das Verfahren kann auch bei druckbehaftetem Gebirge genutzt werden. Problematisch ist der Einsatz in schlagwettergefährdeten Bergwerken, da hier der Wetterstrom grundsätzlich abwärts gerichtet werden muss. Nachteilig ist bei diesem Abbauverfahren die geringe Förderleistung. Dies lässt sich jedoch teilweise durch möglichst hohe Stöße und Zerlegung des Baufeldes in schwebende Abschnitte mittels Teilsohlen kompensieren.